# 卡斯塔亞納 (愛荷華州)
卡斯塔納（英語：Castana）是一個位於美國愛荷華州莫諾納縣的城市。

## 地理
卡斯塔納的座標為42°04′21″N 95°54′30″W / 42.07250°N 95.90833°W，而該地的平均海拔高度為350米（即1148英尺）。

## 人口
根據2010年美國人口普查的數據，卡斯塔納的面積為2.41平方千米，當中陸地面積為2.41平方千米，而水域面積為0.00平方千米。當地共有人口147人，而人口密度為每平方千米60人。